# 오필화수입법
오필화수입법(간체자: 五笔画输入法, 병음: wǔ bǐhuà shūrù fǎ)은 중국어 입력법 중 하나로 한자를 서법상 가로(一), 세로(丨), 삐침(丿), 파임(丶), 꺽음(乛)의 다섯 가지로 분류하여 해당 한자의 획순에 맞추어 입력하는 방법이다.
1부터 5 까지의 각각의 키에는 특정한 종류의 획들이 지정되어 앞서 말한 가로, 세로, 삐침, 파임, 꺽음의 다섯가지 획들이 지정되어 있다. 어떤 문자를 입력하기 위해선, 해당 문자의 첫 네개의 획을 입력하고 문자의 마지막 획에 해당하는 문자를 입력하면 된다. 또한 마지막 획을 입력한 뒤 * 또는 0 을 입력함으로써 4개 또는 그 이하의 획수를 가진 문자를 입력할 수 있다. 몇몇 오필 체계는 획 입력이 끝났슴을 알리도록 하는 선택을 사용할 수 있다. 또 몇 오필 체계는 4개 이상의 획을 필요로 한다.
사용자는 반드시 일치하는 문자 목록에서 원하는 한자를 선택해야한다. 해당 목록은 입력한 획들이 많으면 많을 수록 더 정확해 진다. 획입력 순서가 맞지 않으면 사용자는 원하는 글자를 입력할 수 없다.
오필체계는 발음이나 병음에 대한 지식을 요구하지 않기 때문에 가장 배우기 쉬운 입력 방법중 하나이다. 그러나, 각각이 문자는 단 하나의 획순만을 가지고 있어 사용자로 하여금 어떤 획순이 틀렸는지 알아차리기 힘들게 만든다.
오필 체계 입력기는 스마트폰 입력기 중에서 구글의 병음 입력기에서 하나의 부분으로써 지원하고 있다.

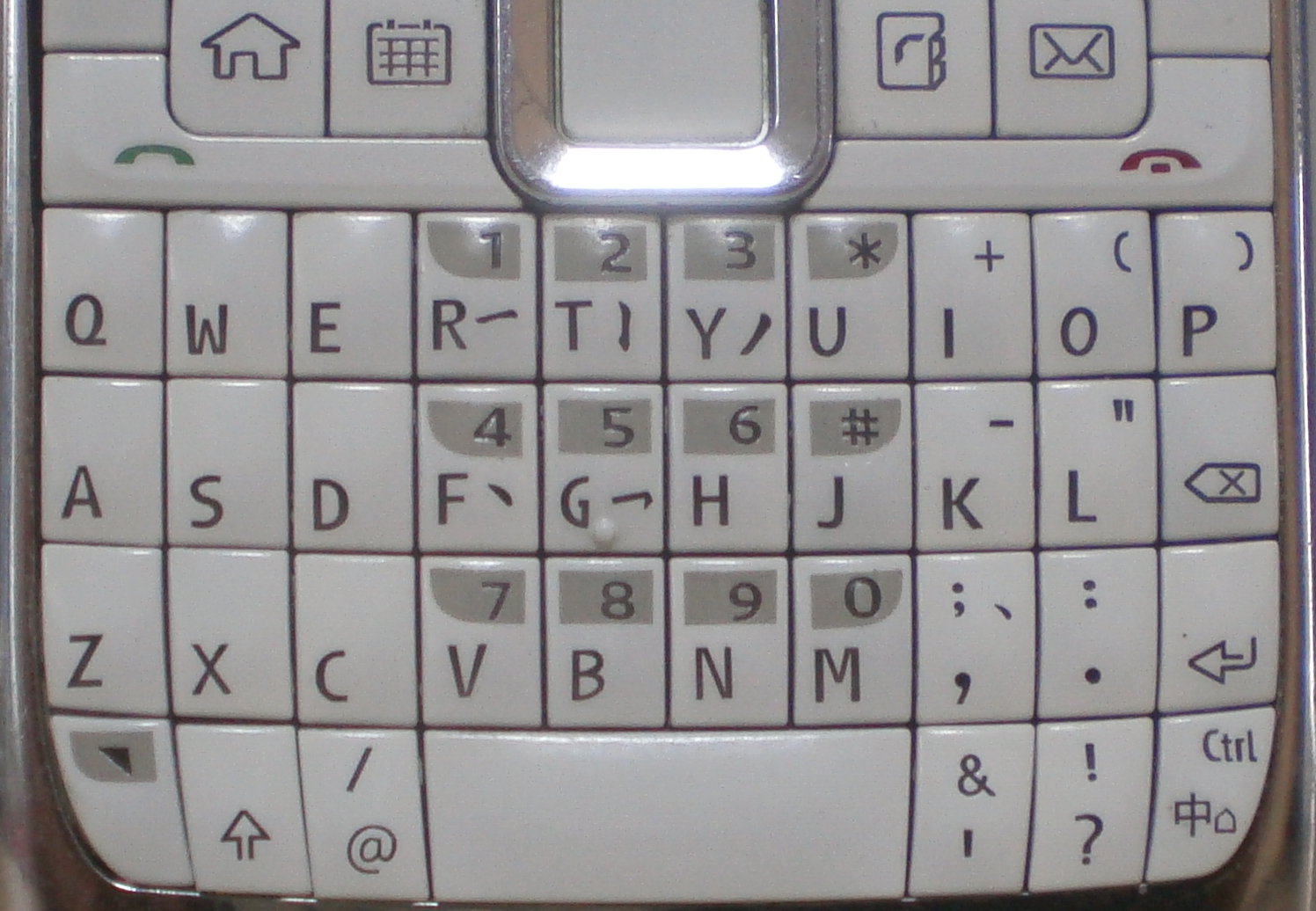
중국 휴대폰에서 오필화수입법이 적용된 예. 1~5의 버튼에 획들이 적혀있다.

## 구성 획
| 획          | 번호 | 설명                             |
| ----------- | ---- | -------------------------------- |
| 一(橫 héng) | 1    | 가로획                           |
| 丨(豎 shù)  | 2    | 세로 획, 꿰뚫는 획               |
| 丿(撇 piě)  | 3    | 위에서 왼쪽 아래로 긋는 획, 곡선 |
| 丶(捺 nà)   | 4    | 위에서 오른쪽 아래로 긋는 획, 점 |
| 乛(拆 chāi) | 5    | 꺾이는 획(乙)                    |

## 한자
1. 왼쪽에서 오른쪽으로 쓴다.
예) 川
2. 위에서 아래로 쓴다.
예) 三, 言, 高
3. 가로획과 세로획이 교차될 때에는 가로획을 먼저 쓴다.
예) 十, 古
4. 삐침을 먼저 쓰고 파임을 나중에 쓴다.
예) 人
5. 좌우 모양이 같을 때에는 가운데를 먼저 쓴다.
예) 小, 水
6. 몸과 안으로 된 글자는 몸을 먼저 쓴다.
예) 用, 同, 問
7. 상하로 꿰뚫는 세로획은 맨 나중에 쓴다.
예) 中, 車
8. 오른쪽 위의 점은 맨 나중에 쓴다.
예) 犬
9. 착받침과 민착받침을 제외한, 모든 받침은 가장 처음에 쓴다. 착받침과 민착받침은 맨 나중에 쓴다.
예) 道, 起, 勉
10. 가로획이 짧고 왼쪽 삐침이 길면 가로획부터 쓴다.
예) 友
11. 가로획이 길고 왼쪽 삐침이 짧으면 왼쪽 삐침부터 쓴다.
예) 右, 有

## 예시
| 人 | 丿+丶                                              |
| 口 | 丨+乛+一                                           |
| 十 | 一+丨                                              |
| 木 | 一+丨+丿+丶                                        |
| 水 | 丨+乛+丿+丶                                        |
| 友 | 一+丿+乛+丶                                        |
| 反 | 丿+丿+乛+丶                                        |
| 沈 | 丶+丶+一+丶+乛+丿+乛                               |
| 家 | 丶+丶+乛+一+丿+乛+丿+丿+丿+丶                      |
| 大 | 一+丿+丶                                           |
| 韓 | 一+丨+丨+乛+一+一+一+丨+乛+丨+一+丨+乛+一+一+乛+丨 |
| 民 | 乛+一+乛+一+乛                                     |
| 國 | 丨+乛+一+丨+乛+一+一+乛+丿+丶+一                   |